# Werner Pätsch
Werner Pätsch (* 1926) ist ein deutscher Whistleblower und ehemaliger Mitarbeiter des Bundesamtes für Verfassungsschutz (BfV). Er deckte 1963 eine Abhöraffäre auf.

## Leben
Pätsch war Sohn eines Polizeibeamten, er besuchte die Volks- und Mittelschule und machte eine Ausbildung zum Anwaltsgehilfen.
Er trat in das Bundesamt für Verfassungsschutz ein und war dort seit 1956 Fallführer (Sachbearbeiter) in der Gruppe Beschaffung in der für Spionageabwehr zuständigen Abteilung IV. Als Bundesbeamter bekleidete er das Amt eines Regierungsinspektors. Pätsch verließ nach der Abhöraffäre 1963 den öffentlichen Dienst und arbeitete seither als Programmierer in der Privatwirtschaft.

## Abhöraffäre

### Ablauf
Für das Verfassungsschutzpersonal war nach 1949 eine große Anzahl ehemaliger Mitarbeiter des Reichssicherheitshauptamtes rekrutiert worden, ein Gruppenleiter in der Abteilung IV war der ehemalige SS-Hauptsturmführer Regierungsrat Erich Wenger, der sich seiner NS-Vergangenheit brüstete.
Pätsch war an der Ausspähung von Bundesbürgern beteiligt. Der Verfassungsschutz arbeitete hierbei mit dem britischen und amerikanischen Geheimdienst in Deutschland zusammen und ließ von diesen Informationen unter Bruch des grundgesetzlich garantierten Brief- und Fernmeldegeheimnisses beschaffen. Grundlage für die Zusammenarbeit war der Deutschlandvertrag von 1955, in dem die westlichen Siegermächte der Bundesrepublik eine weitgehende, aber teilweise eingeschränkte Souveränität gewährten.
Pätsch hatte persönlich Zweifel an seinem kriminellen Tun und offenbarte sich im Sommer 1963 dem Rechtsanwalt Josef Augstein und teilte ihm auch mit, dass das Verfassungsschutzamt viele ehemalige Nationalsozialisten und SS-Angehörige beschäftige. Die Wochenzeitung Die Zeit berichtete Anfang September 1963 erstmals über die verfassungswidrigen Abhörpraktiken. Am 19. September 1963 verließ Pätsch seine Dienststelle in Köln und tauchte mit Hilfe Augsteins unter.
Augstein ging mit den Erkenntnissen über die Überwachungspraktiken und mit Informationen über die Nazi-Seilschaften an die Presse. In seinem Versteck gab Pätsch dem Fernsehmagazin Panorama ein Interview, dessen Ausstrahlung von der Bundesanwaltschaft verhindert wurde. Wesentliche Inhalte des Fernseh-Interviews druckte die Illustrierte Stern unter der Überschrift P. hört nicht mehr mit im Oktober 1963.
Die Bundesregierung spielte die Abhöraffäre herunter und Innenminister Hermann Höcherl erklärte, dass Beamte „nicht den ganzen Tag mit dem Grundgesetz unter dem Arm herumlaufen“ könnten. Die Zeit replizierte: „Unter diesen Verfassungsschützern aber sind Leute, die den ganzen Tag zwar nicht mit dem Grundgesetz, wohl aber mit der SS-Blutgruppen-Tätowierung unterm Arm umherlaufen.“
Der pensionierte Richter und NS-Opfer Max Silberstein wurde von Bundeskanzler Ludwig Erhard mit einer Überprüfung der Vorwürfe beauftragt.
Verfassungsschutz-Präsident Hubert Schrübbers kündigte seinem Angestellten am 15. Oktober 1963 fristlos. Pätsch klagte gegen die Entlassung vor dem Arbeitsgericht in Köln. Nachdem Pätsch sich der Bundesanwaltschaft gestellt hatte, wurde er nicht in Untersuchungshaft genommen. Im Januar 1964 wurde er vor einen Untersuchungsausschuss des Deutschen Bundestages geladen. Als Pätsch erläuterte, wie die alliierten Geheimdienstler die Telefonleitungen „anlöteten“, wurde die Sitzung zu einer nichtöffentlichen Sitzung bestimmt.

### Juristische Auseinandersetzung
1965 wurde Pätsch ein dreiwöchiger Prozess vor dem Bundesgerichtshof gemacht. Die Anklage warf Pätsch vor, im Jahr 1963 Unbefugten, darunter Journalisten, geheime Einzelheiten über Organisation und Arbeitsweise des Verfassungsschutzes und über bestimmte Einzelfälle mitgeteilt zu haben. Pätsch habe Amts- und Staatsgeheimnisse vorsätzlich preisgegeben und damit das Wohl der Bundesrepublik fahrlässig verletzt. Der Bundesanwalt Walter Wagner argumentierte:

„Wenn es Beamten gestattet wäre, unbestraft Amtsgeheimnisse […] an den Mann zu bringen und diese Offenbarung der Staatsgeheimnisse und diese Verletzung seiner Dienstpflicht blasphemisch zu rechtfertigen mit Gewissensnot und der Verteidigung der Grundrechte, dann, muß man sagen, wäre die Folge […] eine Zerstörung […] auch der Staatsordnung, deren Erhaltung ja auch das Grundgesetz zum Ziele hat.“

Die Richter hatten zu entscheiden, ob Staatsgeheimnisse auch dann zu schützen sind, wenn sie verfassungswidrige Praktiken beinhalten. In der bundesrepublikanischen Rechtslehre hielten die Strafjuristen Edmund Mezger und Theodor Kleinknecht die Preisgabe eines Staatsgeheimnisses stets für strafbar, selbst wenn dieses Staatsgeheimnis verfassungswidrig ist. Der Jurist Adolf Arndt postulierte dagegen:

„Für einen Rechtsstaat [ist es] schlechthin eine Selbstverständlichkeit, daß schutzwürdig einzig ein Geheimnis sein kann, das nicht nur mit seiner Verfassung, sondern überhaupt mit seinem Recht in Einklang steht.“

Dem schlossen sich die Richter des 3. Strafsenates in ihrem Urteil vom 8. November 1965 in einem Kernsatz an:

„Es gibt deshalb einen Kernbereich des Verfassungsrechts, bei dessen Verletzung jeder das Recht
haben muß, sofort und ohne jeden Umweg die Öffentlichkeit anzurufen, auch wenn dies zwingend zur Preisgabe von Staats- oder Amtsgeheimnissen führt.“

Insofern seien deutsche Staatsdiener aufgerufen, illegale Praktiken aufzudecken. Pätsch wurde lediglich, weil er sich nicht an den Dienstweg gehalten habe, wegen vorsätzlicher Verletzung der Amtsverschwiegenheit zu vier Monaten Haft auf Bewährung verurteilt – die Bundesanwaltschaft hatte ein Jahr Gefängnis gefordert. Das Urteil des Bundesgerichtshofes gilt als „Bruch mit der staatsautoritären Tradition“.

### Weitere Entwicklung
Der Deutsche Bundestag beschloss 1968 die Notstandsgesetze und schränkte den Artikel 10 des Grundgesetzes für die Bundesrepublik Deutschland ein. Die G-10-Gesetze erlauben seither die Ausspähung zum „Schutze der freiheitlich demokratischen Grundordnung“. Auch den alliierten Geheimdiensten ist eine Ausspähung erlaubt, wenn sie diese beim Verfassungsschutz oder beim Bundesnachrichtendienst anmelden.
Für die Akten des Pätsch-Verfahrens wurde der Geheimschutz 2013 von fünfzig auf sechzig Jahre ausgedehnt.
Das Bundesamt für Verfassungsschutz hat im Jahr 2011 ein Projekt zu seiner Organisationsgeschichte aufgesetzt, „unter besonderer Berücksichtigung der NS-Bezüge früherer Mitarbeiter in der Gründungsphase“, mit dem der Historiker Constantin Goschler beauftragt wurde.